# 聖烏爾里希和聖阿夫拉修道院
聖烏爾里希和聖阿夫拉修道院（德語：Kloster Sankt Ulrich und Afra Augsburg）是位於德國的一座歷史上的本篤會修道院，主要部分位於奧格斯堡。聖烏爾里希和聖阿夫拉修道院擁有極高的自治權，且領地十分分散。1802年解散時，聖烏爾里希和聖阿夫拉修道院有領地112平方公里。

## 外部連結
- 维基共享资源上的相關多媒體資源：聖烏爾里希和聖阿夫拉修道院
- （德文） Klöster in Bayern: St. Ulrich und Afra
- （德文） Katholische Stadtpfarrei St. Ulrich und Afra als „Priestermistbeet“ des Bistums Augsburg （页面存档备份，存于） (The Role of the Parish of St. Ulrich and St. Afra in Cultivating Priests for the Diocese of Augsburg)

1. ↑  .   [2015-10-10]. （原始内容存档于2015-09-24）.